# Astragalus turbinatus
Astragalus turbinatus är en ärtväxtart som beskrevs av Aleksandr Andrejevitj Bunge. Astragalus turbinatus ingår i släktet vedlar, och familjen ärtväxter. Inga underarter finns listade i Catalogue of Life.